# Giuseppe Dosi
Giuseppe Dosi, né le 28 décembre 1891 à Rome et mort le 5 février 1981 à Sabaudia, était un commissaire de la Sécurité publique italienne, qui a participé, au cours de sa carrière (principalement entre les deux guerres mondiales), à plusieurs enquêtes importantes, mais son nom reste lié principalement au rôle qu'il a joué dans la célèbre affaire « Girolimoni », jeune homme inculpé à tort pour des crimes graves.

## Activités

### Les déguisements de Dosi
Pour résoudre ses enquêtes, Dosi (qui a eu, dans sa jeunesse une formation théâtrale) s'est fait passer, tour à tour, pour un prêtre, un banquier, un turc, un médecin allemand, un officier tchécoslovaque, un artiste peintre ou... une femme fatale. À l'époque, grâce à ce talent, les autorités lui confient de nombreuses missions en Italie et à l'étranger. Giuseppe Dosi infiltre ainsi un mouvement anarchiste italien basé en Suisse pour enquêter sur sa volonté présumée de commettre un attentat contre le roi Victor-Emmanuel III.
Parmi d'autres enquêtes on notera, pas tant pour la gravité du fait que pour la notoriété du personnage impliqué, celle que mena Dosi, sur le mystérieux incident qui, le 13 août 1922, a impliqué le poète Gabriele D'Annunzio. Quand le poète, romancier et homme politique italien, chute de son balcon de sa villa à Gardone Riviera, Giuseppe Dosi est chargé d'enquêter discrètement et se présente « avec l'un de ses meilleurs déguisements » : il se fait passer pour un exilé tchécoslovaque, Karel Kradokwill, qui s'invite chez le poète.
Giuseppe Dosi découvre que D'Annunzio, qui a survécu à la chute du balcon, a été victime d'une scène de jalousie de sa maîtresse et non d'un complot politique et classe l'histoire... en s'excusant par la suite auprès du poète qui le traite, une fois la supercherie connue, de « sale flic ».
Le 4 novembre 1925 Dosi déjoue une tentative d'assassinat contre Benito Mussolini, initiée par le député social-unitaire Tito Zaniboni. L'exécutant devait faire feu avec un fusil de tireur d'élite autrichien à partir d'une fenêtre de l'hôtel Dragoni, face au balcon du Palazzo Chigi, où devait apparaître le duce pour célébrer l'Anniversaire de la Victoire.

### L'affaire Girolimoni
Par la suite, contre la volonté de ses supérieurs, qui n'ont pas voulu reconnaître leurs erreurs, il a été en mesure d'invalider les preuves contre Gino Girolimoni. Celui-ci était accusé d'une série de viols et de meurtres de fillettes romaines qui avaient suscité une profonde émotion dans le public. Les investigations de Dosi l'amèneront dans une direction complètement différente vers un ancien pasteur anglican, nommé Ralph Lyonel Brydges, à qui, pour des raisons politiques, on permit d'éviter le procès et de se réfugier en Afrique du Sud; l'indépendance (ou l'audace) de Dosi fut sévèrement sanctionnée : il est suspendu de ses fonctions, arrêté, d'abord emprisonné dans la prison de Regina Coeli, puis interné pendant dix-sept mois dans un asile pour aliénés criminels. Libéré en janvier 1941, il est alors affecté pendant trois ans à un poste administratif.

### Après la2eguerre mondiale
Un nouvel exploit le remet en selle en juin 1944, à l'entrée des alliés dans la capitale italienne. Une foule de Romains met le feu à une ancienne prison allemande après avoir libéré les détenus. Malgré l'incendie Giuseppe Dosi récupère une grande quantité de documents qui permettront ensuite de juger de nombreux collaborateurs du régime fasciste. Dosi amène ces documents au commandement allié, qui l'embauche comme enquêteur spécial pendant deux ans.
En 1946, il retrouve les rangs de la police italienne, nommé questeur, il exerce des fonctions internationales et contribue à la naissance d'Interpol, dont il est l'inventeur du nom.
Il cesse ses activités en 1956. 
Il est mort en 1981, à l'âge de 89 ans, à Sabaudia, ville côtière au sud de Rome.

### Informations annexes
Dosi avait fait imprimer pour ses amis et collègues une sorte de carte postale où il figure avec 17 déguisements correspondant à 17 identités et 17 enquêtes.
Il a également écrit quelques livres sur ses expériences professionnelles, dont l'un, Le monstre et le détective, explique l'enquête Girolimoni qui avait marqué sa vie.
Le Musée historique de la libération de Rome abrite le Fond Giuseppe Dosi contenant les photos et de nombreuses archives du policier .

## Décorations
Grand officier de l'ordre du Mérite de la République italienne‎
 Commandeur de l'ordre de la Couronne d'Italie

## Publications
- L'Aurore: les Trois actes du fascisme  (Typ. Mealli e Stianti), Florence, Éditions De La Fiamma Fedele, 1934.
- Via Tasso: les mystères de La "S. S." Documents originaux recueillis et commentés par Giuseppe Dosi, Rome, R. Carboni, 1946.
- La police privée italienne dans l'actualité historico-politique : rapport-synthèse du docteur Giuseppe Dosi  (Tip. L'editrice finanziaria), Rome, 1959.
- Le monstre et le détective, Florence, Vallecchi, 1973.